# Lijst van schepen van de United States Navy (B)
Deze lijst geeft een overzicht van schepen die ooit in dienst zijn geweest bij de United States Navy waarvan de naam begint met een B.

## B-Ba
- USS B-1 (SS-10)
- USS B-2 (SS-11)
- USS B-3 (SS-12)
- USS B. A. H. Hubbard (SP-416)
- USS B. F. Macomber (SP-980)
- USS B. H. B. Hubbard (SP-416)
- USS B. N. Creary (1864)
- USS Bab (SP-116)
- USS Babbitt (DD-128)
- USS Babette II (SP-484)
- USS Bache (1871, DD-470)
- USS Badassah (1837)
- USS Badger (1889, DD-126, FF-1071)
- USS Badoeng Strait (CVE-116)
- USS Baffins (CVE-35)
- USS Bagaduce (AT-21, ATA-194)
- USS Bagheera (SP-963
- USS Bagley (TB-24, DD-185, DD-386, FF-1069)
- USS Baham (AG-71)
- USS Bahamas (PF-75)
- USS Bailer (YO-54)
- USS Bailey (TB-21, DD-269, DD-492)
- USS Bainbridge (1842, DD-1, DD-246, CGN-25, DDG-96)
- USS Bairoko (CVE-115)
- USS Baker (DE-190)
- USS Balanga (YT-103)
- USS Balao (SS-285)
- USS Balch ((DD-50, DD-363)
- USS Balduck (APD-132)
- USS Baldwin (DD-624)
- USS Balfour (DE-73)
- USS Bali (ID-2483)
- USS Ballard (1813, DD-267)
- USS Balm (YN-78)
- USS Baltimore (1777, 1798, 1861, C-3, CA-68, SSN-704)
- USS Bamberg County (LST-209)
- USS Banaag (YT-104)
- USS Banago (ID-3810)
- USS Bancroft (1892, DD-256, DD-598)
- USS Bandera (APA-131)
- USS Bang (SS-385)
- USS Bangor (PF-16)
- USS Bangust (DE-739)
- USS Banner (APA-60, AKL-25/AGER-l)
- USS Banning (PCE-886)
- USS Bannock (ATF-81)
- USS Banshee (1862, IX-178)
- USS Baranof
- USS Barataria
- USS Barb (SS-220, SSN-596)
- USS Barbados
- USS Barbara
- USS Barbarossa
- USS Barbel (SS-316, SS-580)
- USS Barber (LPR-57)
- USS Barbero (SS-317)
- USS Barbet
- USS Barbey (FF-1088)
- USS Barbican
- USS Barboncito
- USS Barbour County (LST-1195)
- USS Barcelo
- USS Baretta
- USS Barite
- USS Barker
- USS Barnegat (,AVP-10)
- USS Barnes (CVE-20)
- USS Barnett
- USS Barney (TB-25, DD-149, DDG-6)
- USS Barnstable
- USS Barnstable County (LST-1197)
- USS Barnwell
- USS Baron
- USS Baron DeKalb (1861)
- USS Barr (APD-39)
- USS Barracuda (SS-21, SF-4/SS-163, SSK-1)
- USS Barrett (AP-196)
- USS Barricade
- USS Barrier
- USS Barritt
- USS Barrow (APA-61)
- USS Barry (DD-2, DD-248, DD-933, DDG-52)
- USS Bartlett (AGOR-13)
- USS Barton (DD-599, DD-722)
- USS Bashaw
- USS Basilan
- USS Basilone (DD-824)
- USS Bass
- USS Bassett (APD-73)
- USS Bastian
- USS Bastion
- USS Bastogne
- USS Bat
- USS Bataan (CVL-29, LHD-5)
- USS Bateleur
- USS Bates (APD-47)
- USS Batesburg
- USS Batfish (AGSS-310, SSN-681)
- USS Bath
- USS Batjan
- USS Baton Rouge (SSN-689)
- USS Battler
- USS Bauer (DE-1025)
- USS Bausell (DD-845)
- USS Bauxite
- USS Bavaria
- USS Baxley
- USS Baxter
- USS Bay Spring
- USS Baya (SS-318)
- USS Bayfield
- USS Bayntun
- USS Bayocean
- USS Bayonne
- USS Bazeley
- USS Bazely

## Be
- USS Beacon (PG-99)
- USS Beagle
- USS Beale (DD-40, DD-471)
- USS Bear
- USS Bearss (DD-654)
- USS Beatty (DD-640, DD-756)
- USS Beaufort (ATS-2)
- USS Beaumere II
- USS Beaumont
- USS Beauregard
- USS Beaver (AS-5/ARG-19)
- USS Beaver State (ACS-10)
- USS Beaverhead
- USS Bebas (DE-10)
- USS Beckham
- USS Becuna (SS-319)
- USS Bedford Victory
- USS Beeville
- USS Begor (APD-127)
- USS Bel Air
- USS Belet (APD-109)
- USS Belfast
- USS Belknap (DD-251/AVD-8/APD-34, CG-26)
- USS Bell (DD-95, DD-587)
- USS Bella
- USS Bellatrix (AK-20/AKA-3, , AKR-288)
- USS Belle
- USS Belle Grove
- USS Belle Isle
- USS Belle Italia
- USS Belle of Boston
- USS Belleau Wood (CVL-24, LHA-3)
- USS Bellerophon (ARL-31)
- USS Bellingham
- USS Bellona
- USS Belmont
- USS Beltrami
- USS Beluga
- USS Belusan
- USS Ben Morgan
- USS Benavidez (AKR-306)
- USS Benefit
- USS Benevolence
- USS Benewah
- USS Benfold (DDG-65)
- USS Benham (DD-49, DD-397, DD-796)
- USS Benicia 1868, PG-96)
- USS Benjamin Franklin (SSBN-640)
- USS Benjamin Isherwood (AO-191)
- USS Benjamin Stoddert (DDG-22)
- USS Benner (DD-807)
- USS Bennett (DD-473)
- USS Bennington (PG-4, CV-20)
- USS Bennion (DD-662)
- USS Benson (DD-421)
- USS Bentinck
- USS Bentley
- USS Benton County (LST-263)
- USS Benzie County (LST-266)
- USS Berberry
- USS Bergall (SS-320, SSN-667)
- USS Bergen
- USS Bering Strait
- USS Berkeley (DDG-15)
- USS Berkeley County (LST-279)
- USS Berkshire
- USS Berkshire County (LST-288)
- USS Bermuda
- USS Bernadou (DD-153)
- USS Bernalillo County (LST-306)
- USS Bernard
- USS Berrien (USS Berrien (APA-62))
- USS Berry
- USS Bertell W. King
- USS Berwind
- USS Berwyn
- USS Beryl
- USS Besboro
- USS Besoeki
- USS Bessemer Victory
- USS Bessie H. Dantzler
- USS Bessie J.
- USS Bessie Jones
- USS Besugo (SS-321)
- USS Beta
- USS Betelgeuse (AK-260)
- USS Bethany
- USS Betty Jane I
- USS Betty M. II
- USS Beukelsdijk
- USS Beverly W. Reid (LPR-119)
- USS Bexar (LPA-237)

## Bi-Bl
- USS Bibb (WPG-31, , )
- USS Bickerton
- USS Biddle (TB-26, DD-151, DDG-5, CG-34)
- USS Bie & Schiott
- USS Bienville
- USS Biesbosch
- USS Big Black River (LFR-401)
- USS Big Chief
- USS Big Horn (AO-45, T-AO-198)
- USS Big Horn River
- USS Big Pebble
- USS Bigelow (DD-942)
- USS Bignonia
- USS Billfish (SS-286, SSN-676)
- USS Billingsley (DD-293)
- USS Billow
- USS Biloxi (CL-80)
- USS Bingham (LPA-225)
- USS Birch
- USS Birgit
- USS Birmingham (CL-2, CL-62, SSN-695)
- USS Bisbee
- USS Biscayne
- USS Bismarck Sea (CVE-95)
- USS Biter
- USS Bitterbush
- USS Bittern (AM-36, MHC-43)
- USS Bivalve
- USS Biven
- USS Bivin
- USS Black (DD-666)
- USS Black Arrow
- USS Black Douglas (PYc-45)
- USS Black Hawk (1848, AD-9, MHC-58)
- USS Black Warrior River
- USS Blackfin (SS-322)
- USS Blackfish
- USS Blackford
- USS Blackstone River
- USS Blackwood
- USS Bladen (USS Bladen (APA-63))
- USS Blair (DER-147)
- USS Blakeley (DD-150)
- USS Blakely (TB-27, FF-1072/DE-1072)
- USS Blanche
- USS Blanco County (LST-344)
- USS Bland
- USS Blandy (DD-943)
- USS Blanquillo
- USS Bledsoe County (LST-356)
- USS Blenny (SS-324)
- USS Blessman (APD-48)
- USS Bligh
- USS Block Island (CVE-21, CVE-106)
- USS Bloomer
- USS Blount
- USS Blower (SS-325)
- USS Blue (DD-387, DD-744)
- USS Blue Bird (MSC-95, MSC-121)
- USS Blue Dolphin
- USS Blue Jacket
- USS Blue Jay
- USS Blue Light
- USS Blue Ridge (1918, AGC-2, LCC-19)
- USS Blueback (SS-326, SS-581)
- USS Bluebird
- USS Bluefish (SS-222, SSN-675)
- USS Bluegill (SS-242)
- USS Bluffton

## Bo-Br
- USS Boarfish (SS-327)
- USNS Bob Hope (T-AKR-300)
- USS Bobby
- USS Bobolink
- USS Bobylu
- USS Bocaccio
- USS Bocachee
- USS Boggs
- USS Bogue (CVE-9)
- USS Boise (CL-47, SSN-764)
- USS Bold (MSO-424, AGOS-12)
- USS Bolinas (CVE-36)
- USS Bolivar
- USS Bollinger (LPA-234)
- USS Bolster (ARS-38)
- USS Bomazeen
- USS Bombard
- USS Bon Homme Richard (CVA-31)
- USS Bonaci
- USS Bond
- USS Bondia (AF-42)
- USS Bonefish (SS-223, SS-582)
- USS Bonhomme Richard (1765, CVA-31, LHD-6)
- USS Bonita (SS-15, SP-540, SS-165, SSK-3/SS-552)
- USS Bonito (1846)
- USS Boone (FFG-28)
- USS Boone County (LST-389)
- USS Bootes
- USS Booth (FF-170)
- USS Bordelon (DD-881)
- USS Boreas
- USS Borer
- USS Borie (DD-215, DD-704)
- USS Borum (DE-790)
- USS Bosque
- USS Boston (1776, 1777, 1799, 1825, 1884, CA-69, SSN-703)
- USS Boston Salvor
- USS Bostwick
- USS Botetourt
- USS Bottineau (LPA-235)
- USS Bougainville (CVE-100)
- USS Bouker No. 2
- USS Boulder (LST-1190)
- USS Boulder Victory
- USS Bountiful (AH-9)
- USS Bourbon (1783)
- USS Bowditch (AGS-4, AGS-21, T-AGS-62)
- USS Bowdoin
- USS Bowen (FFT-1079)
- USS Bowers (APD-40)
- USS Bowfin (SS-287)
- USS Bowie
- USS Boxer: 1815, 1832, 1865, 1905, CV-21, LHD-4
- USS Boxwood
- USS Boy Scout
- USS Boyd (DD-544)
- USS Boyle (DD-600)
- USS Bracken (USS Bracken (APA-64))
- USS Brackett
- USS Bradford (DD-545)
- USS Bradley (FF-1041)
- USS Braine (DD-630)
- USS Braithwaite
- USS Brambling
- USS Branch (DD-197, DD-310)
- USS Brandenburg
- USS Brandywine (1825)
- USS Brant
- USS Brattleboro
- USS Brave
- USS Braxton
- USS Bray (DE-709)
- USS Braziliera
- USS Brazos
- USS Breaker
- USS Breakhorn
- USS Breakwater
- USS Bream
- USS Breck (DD-283)
- USS Breckinridge
- USS Breeman (DE-104)
- USS Breese (DD-122)
- USS Bremerton (CA-130, SSN-698)
- USS Brennan
- USS Breton (CVE-10, CVE-23)
- USS Brevard
- USS Brewster County (LST-483)
- USS Brewton (FF-1086)
- USS Briarcliff
- USS Briareus (AR-12)
- USS Bridge (AF-1, AOE-10)
- USS Bridgeport (AD-10, CA-127)
- USS Bridget (DE-1024)
- USS Bright
- USS Brill (SS-330)
- USS Brilliant
- USS Brinkley Bass (DD-887)
- USS Briscoe (APA-65, DD-977)
- USS Brisk
- USS Brister (DE-327)
- USS Bristol (DD-453, DD-857)
- USS Bristol County (LST-1198)
- USS Britannia
- USS Brittin (AKR-305)
- USS Broad Arrow
- USS Broad Kill River (LFR-405)
- USS Broadbill (AM-58)
- USS Broadkill River
- USS Broadwater (APA-139)
- USS Brock (APD-93)
- USS Brockenborough
- USS Bronstein (DE-189, FF-1037)
- USS Brontes
- USS Bronx (LPA-236)
- USS Brooke (FFG-1)
- USS Brookings
- USS Brooklyn (1858, CA-3, CL-40)
- USS Brooks (APD-10)
- USS Broome
- USS Brough
- USS Brown (DD-546)
- USS Brownson (DD-518, DD-868)
- USS Brownsville (PF-10)
- USS Bruce (DD-329)
- USS Bruce C. Heezen (AGS-64)
- USS Brule (APA-66, AKL-28)
- USS Brumby (FF-1044)
- USS Brunswick (ATS-3)
- USS Brush (DD-745)
- USS Brutus
- USS Bryant (DD-665)
- USS Bryce Canyon (AD-36)

## Bu-By
- USS Bucareli Bay
- USS Buccaneer
- USS Buchanan (DD-131, DD-484, DDG-14)
- USS Buck (SP-1355, DD-420, DD-761)
- USS Buckeye
- USS Buckingham
- USS Buckthorn
- USS Bucyrus Victory
- USS Buena Ventura
- USS Buena Vista
- USS Buffalo (1813, 1892, CL-84, CL-99, CL-110, SSN-715)
- USS Bulkeley (DDG-84)
- USS Bull (DE-693/APD-78)
- USS Bull Dog
- USS Bull Run
- USS Bullard (DD-660)
- USS Bullen
- USS Bullfinch
- USS Bullhead (SS-332)
- USS Bulloch County (LST-509)
- USS Bullock
- USS Bullwheel
- USS Bulmer (DD-222)
- USS Bulwark (MSO-425)
- USS Bumper (SS-333)
- USS Bunch (DE-694/APD-79)
- USS Buncombe County (LST-510)
- USS Bunker Hill: CV-17 en CG-52
- USS Bunting
- USS Buoyant
- USS Burden R. Hastings
- USS Burdo (APD-133)
- USS Burges
- USS Burias
- USS Burke (APD-65)
- USS Burleigh (APA-95)
- USS Burleson (APA-67)
- USS Burlington (PF-51)
- USS Burns (DD-171, DD-588)
- USS Burrows (1814, DD-29, DE-105)
- USS Burton Island (AG-88)
- USS Bush (DD-166, DD-529)
- USS Bushnell (AS-2, AS-15)
- USS Bussum
- USS Busy
- USS Butler (DD-636/DMS-29)
- USS Butte (APA-68, AE-27)
- USS Butternut
- USS Buttress
- USS Byard
- USS Byron

A · B · C · D · E · F · G · H · I · J · K · L · M · N · O · P · Q · R · S · T · U · V · W · X · Y · Z